# Fontana di piazza delle Cinque Scole
La fontana di piazza delle Cinque Scole, nota anche come fontana del Pianto, si trova a Roma, nell'omonima piazza, dove venne definitivamente sistemata nel 1930.

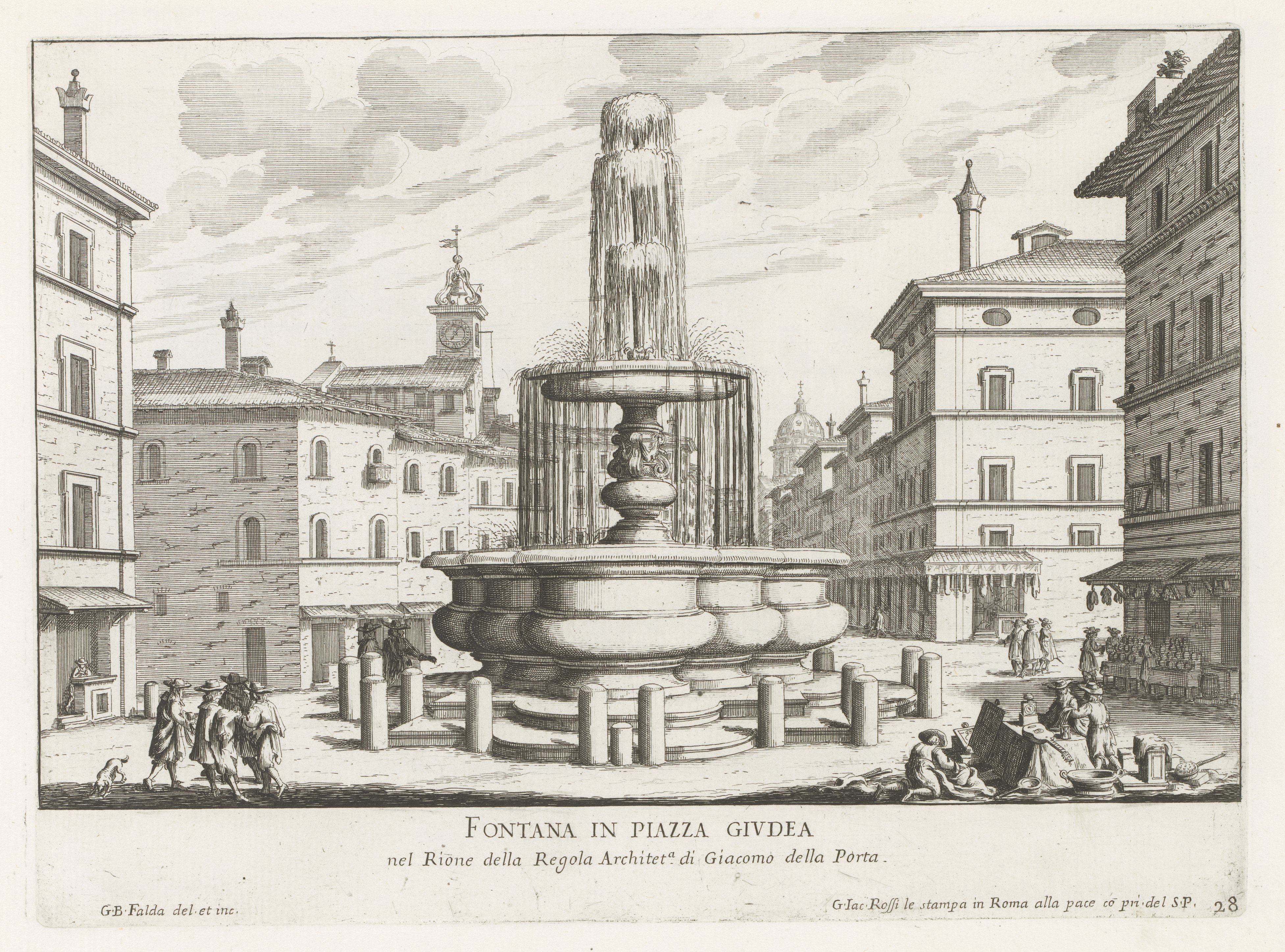
Fontana in Piazza Giudea, Giovanni Battista Falda

## Storia
Terminato nel 1587 il restauro ed il ripristino dell'antico Acquedotto alessandrino, chiamato da allora “Acqua Felice” dal nome del papa Sisto V, al secolo Felice Peretti, sotto il cui pontificato venne terminata l'opera, come era stato fatto in precedenza per l’Aqua Virgo, furono iniziati i lavori per una ramificazione sotterranea secondaria del condotto, in modo da assicurare l'approvvigionamento idrico delle zone dei colli Viminale e Quirinale, allora scarsamente serviti, proseguendo poi verso la zona dell'isola Tiberina, e venne di conseguenza progettata anche l'edificazione di un certo numero di fontane.
Uno dei motivi per cui venne realizzato il ramo verso l'isola Tiberina era dovuto alla necessità di fornire approvvigionamento idrico al ghetto ebraico di Roma che, istituito nel 1555, era privo di fonti d'acqua (la fontana più vicina era quella di piazza Santa Maria in Trastevere, dall'altra parte del fiume). In realtà già nel 1581 il prolungamento dell’Aqua Virgo aveva previsto una fontana in piazza Giudia (o “Giudea”), all'ingresso del ghetto, ma le pressioni del nobile Muzio Mattei ottennero che la fontana delle Tartarughe, prevista in quel luogo, venisse poi invece costruita davanti al suo palazzo.
Solo nel 1591, grazie ad un secondo progetto, Giacomo Della Porta realizzò il disegno di una fontana per piazza Giudia, edificata da Pietro Gucci nei successivi due anni, che utilizzò per l'opera il marmo bianco del tempio di Serapide sul Quirinale.

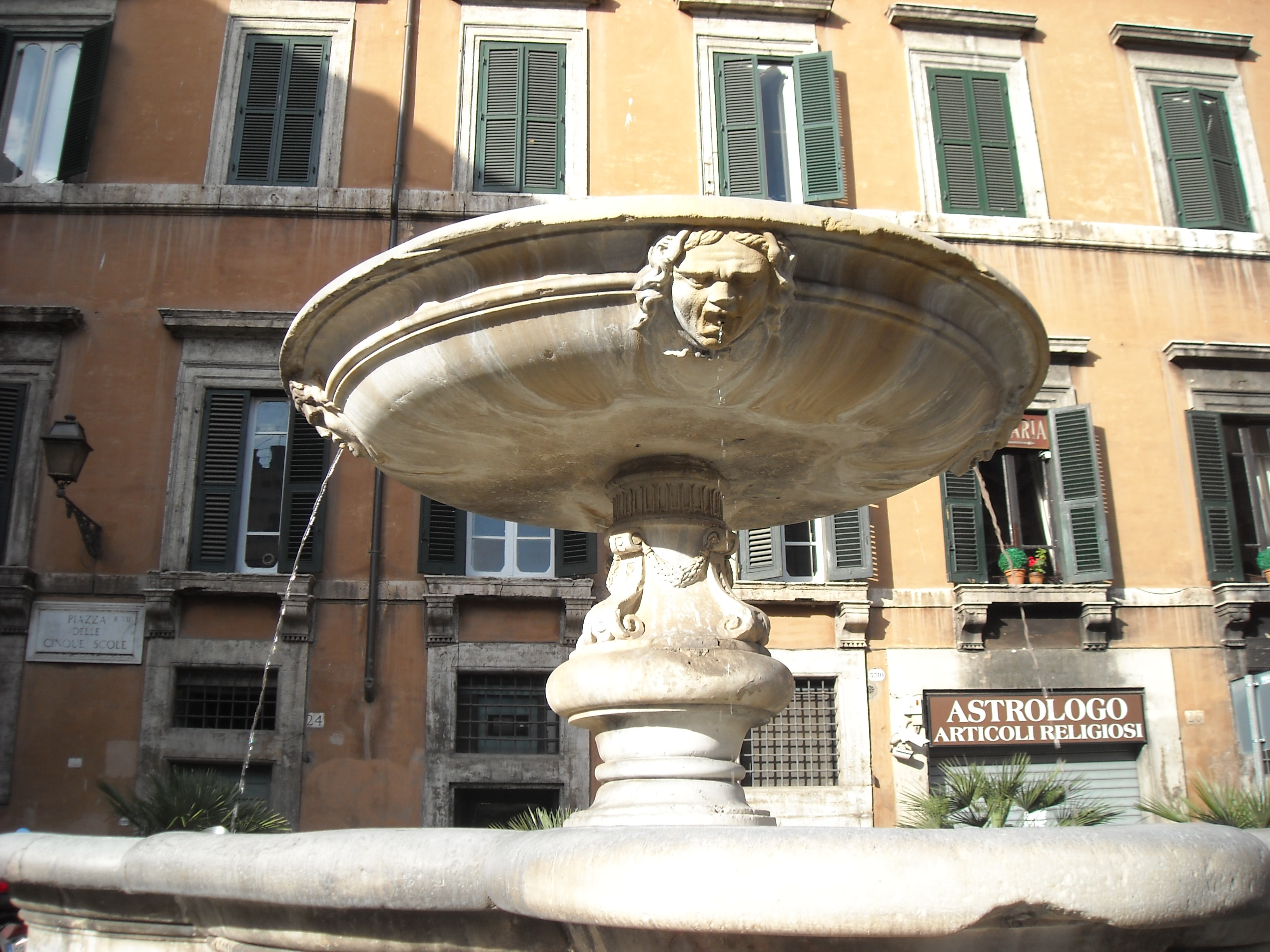
Particolare delle teste di Gorgoni

Nel 1880, in occasione dei lavori di trasformazione urbanistica del quartiere che portarono anche alla scomparsa di piazza Giudia, la fontana fu smontata e nel 1924, privo delle teste di gorgoni, il solo catino superiore fu provvisoriamente sistemato su un'altra fontana del Gianicolo. Nel 1930 l'intera opera venne finalmente ricomposta nell'aspetto originario e nella posizione che occupa attualmente, e sulla vasca esterna venne apposta un'epigrafe a memoria della ricostruzione. È anche nota come fontana del Pianto, dal nome della chiesa (Santa Maria del Pianto) che si affaccia su piazza delle Cinque Scole.
È attualmente tra le opere peggio conservate del Della Porta.

## Descrizione
Il disegno è abbastanza complesso: si tratta di una vasca principale bombata, con la forma di due ovali intersecantisi ad angolo retto, uno dei quali presenta due ulteriori protuberanze sulle opposte curve in modo da formare un profilo complessivo più allungato su un asse rispetto all'altro; al centro un pilastro sorregge un catino circolare, con zampillo centrale, decorato con quattro teste di gorgoni dalle cui bocche l'acqua cade nella vasca sottostante. L'intero complesso poggia su due gradini a profilo mistilineo, che segue approssimativamente il disegno della vasca principale ma con angoli retti sporgenti in corrispondenza dell'intersezione degli ovali. La vasca principale è ornata con gli stemmi gentilizi dei magistrati in carica nel 1593.

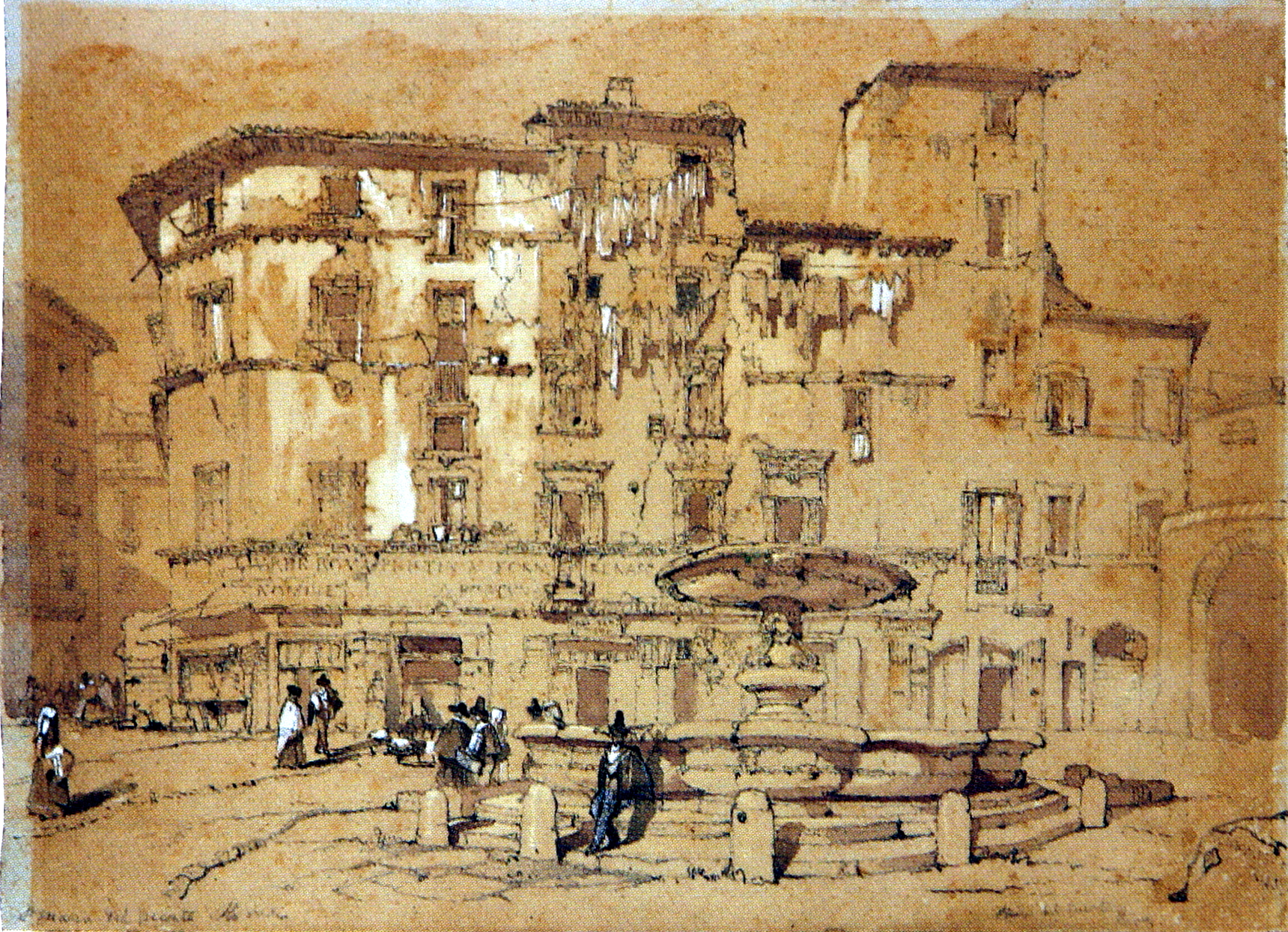
La fontana nel 1840 raffigurata da John Ruskin.